# Allavmätare
Allavmätare (Aethalura punctulata) är en fjärilsart som beskrevs av Ignaz Schiffermüller 1775. Allavmätare ingår i släktet Aethalura och familjen mätare. Arten är reproducerande i Sverige. Inga underarter finns listade i Catalogue of Life.

## Bildgalleri

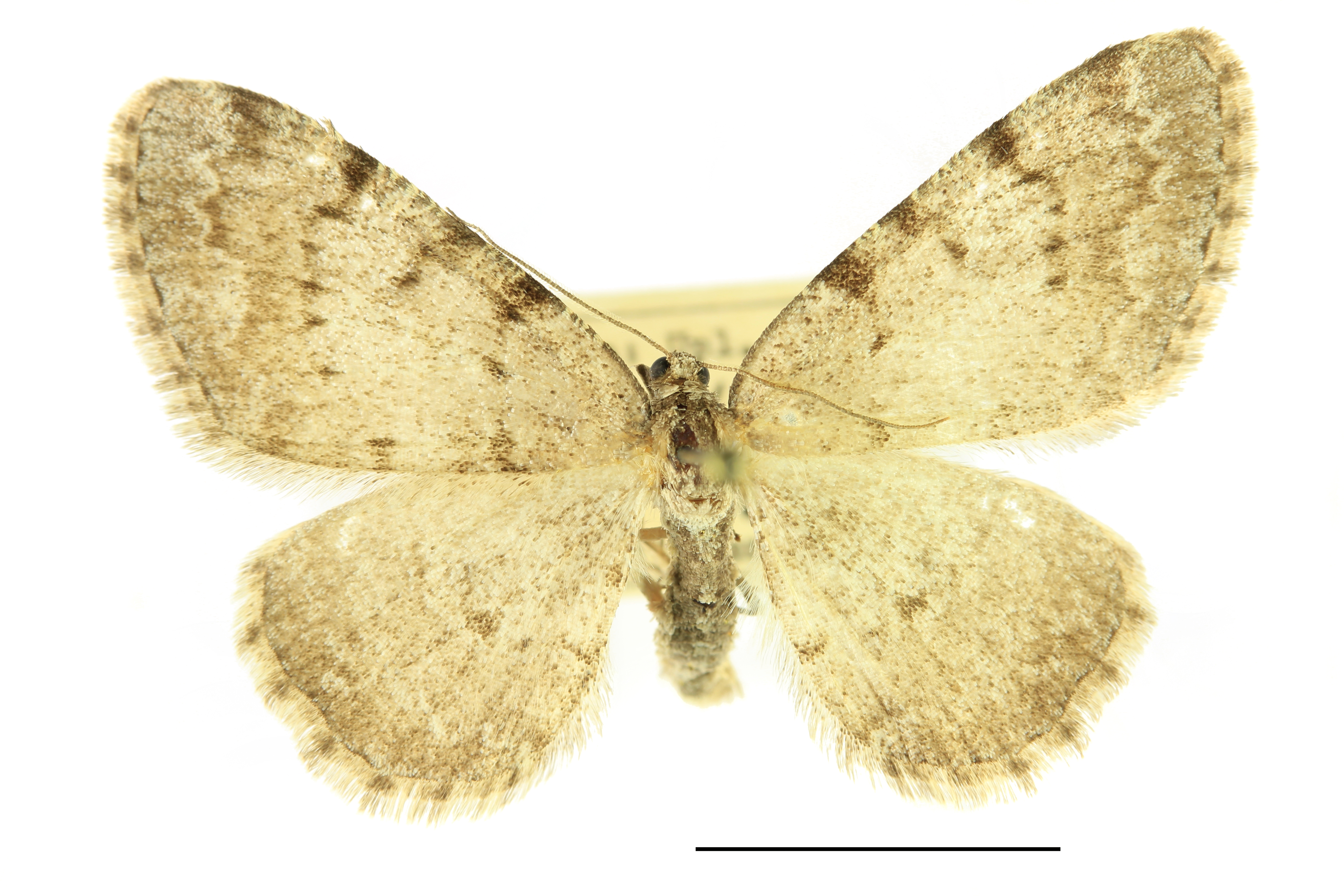
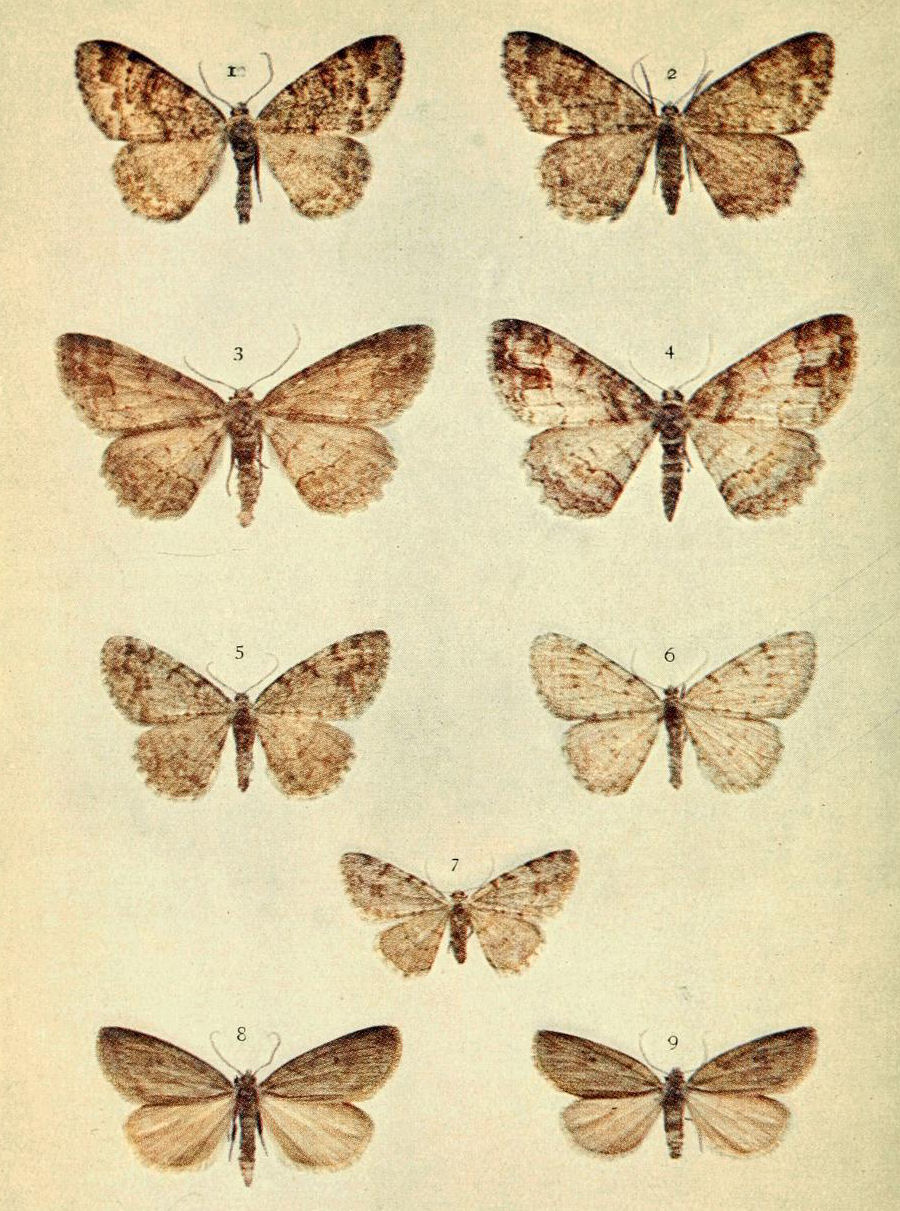